# Harwood (Dakota Północna)
Harwood – miasto w Stanach Zjednoczonych, w stanie Dakota Północna, w hrabstwie Cass.